# Encofrado de vigas
El encofrado de vigas es el proceso constructivo en el cual se construye series de compartimientos con madera y metálicos apropiados en donde se vaciará el hormigón. Además, debe responder a las siguientes exigencias:
Deberá tener forma y dimensiones adecuadas como para resistir el peso del hormigón armado.
El método de ejecución comprende el encofrado de las vigas donde se vaciara el hormigón; el desencofrado se hará cuando el hormigón tenga suficiente resistencia para soportar su propio peso y demás cargas que sobre él graviten.

## Clasificación
Para la construcción de encofrados, las vigas se dividen en:
- Ligeras

- Medianas y

- Pesadas

Considerándose vigas ligeras hasta 70 x 50 cm, vigas medianas hasta 50 x 70 cm y pesadas las de dimensiones mayores.
Por la forma se clasifican en:
- Encofrados para vigas aisladas

- Encofrados para vigas con losas a los lados

- Encofrados para vigas jácenas en las que se apoyan otras vigas.

## Aplicación
El proceso constructivo se detalla a continuación:
- Tableros laterales

- Tableros de fondo

- Embarrotado

- Apuntalamiento

## Recomendaciones
- En lo posible utilizar madera de buena calidad.

- Se deberá cepillar la madera para evitar fallas en las vigas.

- Se debe evitar en lo posible hacer cortes innecesarios en la madera.

- Datos: Q5832407